# 曲江 (南盘江)
曲江是云南省境内的一条河流，为南盘江右岸支流，全长208公里，流域面积3472平方公里。

## 概况
发源于通海县西北部四街镇白新寨村，流向西北纵贯江川区西南部，注入玉溪市东风水库，从东风水库出流横穿玉溪市，流向西南方，进入峨山彝族自治县后转而流向东南，流经通海县南部后进入建水县北部地区，在建水县曲江镇附近转向东北，流入华宁县南部，最后在华宁县东部的盘溪镇汇入南盘江。
据2013年出版的《中国河湖大典·珠江卷》“华溪河”条目，将发源于玉溪市红塔区东北部小石桥彝族乡新铺的“董炳大河”定为华溪河主源，记录华溪河全长为193公里，流域面积4108平方公里 。

## 名称

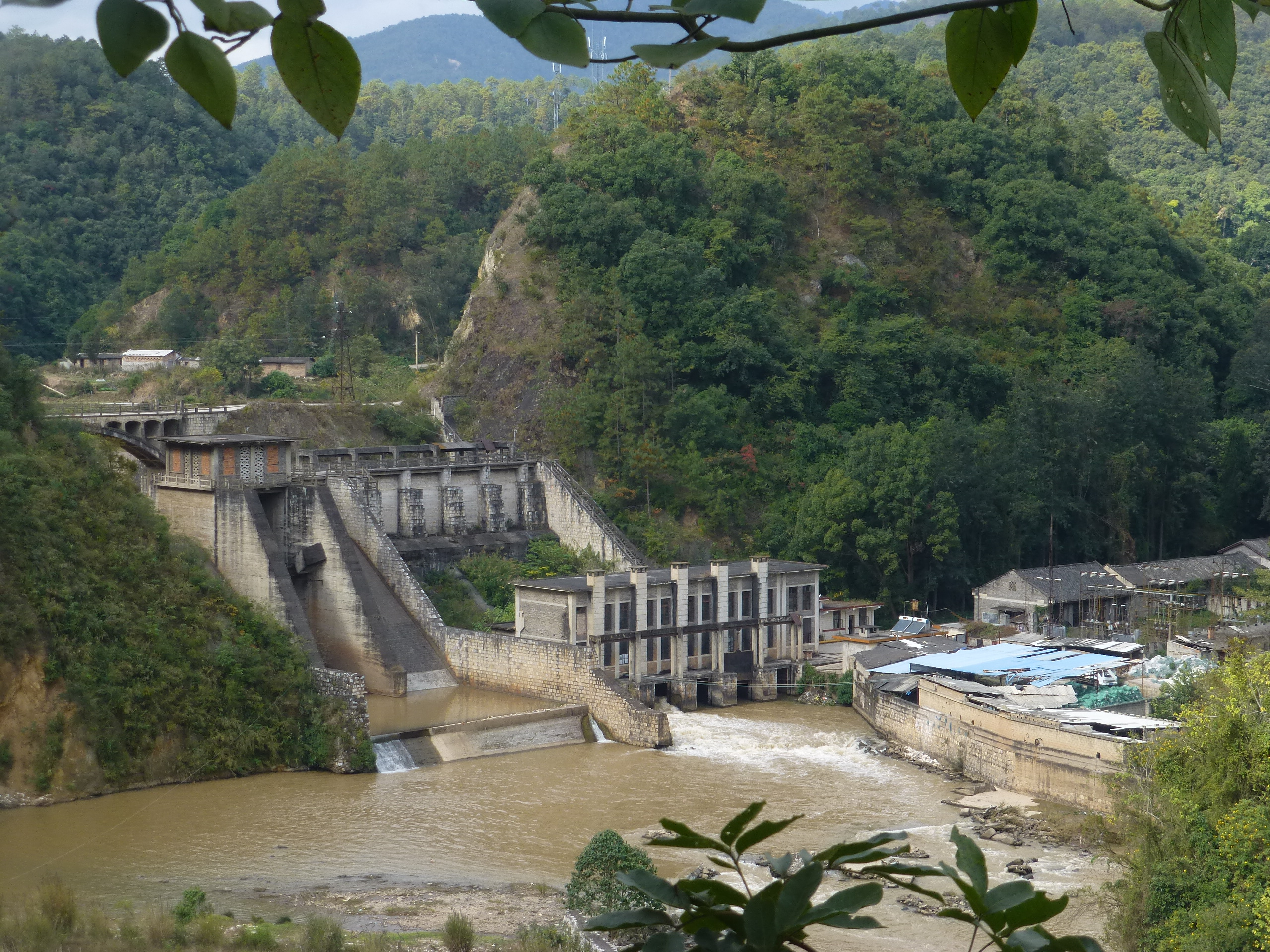
位于高大傣族彝族乡的马脖子电站

曲江干流流经云南省的多个县市，在各县市境内的名称各不相同，在江川区境内叫“九溪河”或“九溪大河”；在玉溪市境内叫做“玉溪大河”或“州大河”，在大营街镇以下又被称为“洛河”；在峨山县境内被称为“猊江”或“峨山大河”；在通海县境内被称“六村大河”；建水县境内叫“曲江大河”、“竹鸡河”；在华宁县境内称“华溪河”。

## 外部連結
[在维基数据编辑]
 《欽定古今圖書集成·方輿彙編·山川典·曲江部》，出自陈梦雷《古今圖書集成》